# Liste der Pressechefs des Preußischen Staatsministeriums
Der folgende Artikel bietet eine Übersicht über die Pressechefs des Preußischen Staatsministeriums von 1919 bis 1945.

## Liste der Pressechefs des Preußischen Staatsministeriums
- November 1919 bis Juli 1932: Hans Goslar (bereits seit Mitte Juni 1932 beurlaubt)
- Juli 1932 bis Februar 1933: Adolf von Carlowitz
- Februar 1933 bis April 1933: Herbert von Bose
- April 1933 bis Mai 1934: Martin Sommerfeldt
- Mai 1934 bis 1945 (?): Erich Gritzbach

## Liste der Stellvertretenden Pressechefs des Preußischen Staatsministeriums
- 1923 bis Juli 1927: Jakob Scherek
- August 1927 bis Dezember 1928: Hermann Katzenberger
- 1928 bis 1931: Werner Peiser[1]
- 1931 bis 1932: Max Harteck